# Liste der Baudenkmäler in Landshut-Industriegebiet
In der Liste der Baudenkmäler in Landshut–Industriegebiet sind die Baudenkmäler im Landshuter Stadtbezirk 04 Industriegebiet aufgelistet.
Diese Liste ist eine Teilliste der Liste der Baudenkmäler in Landshut. Grundlage der Liste ist die Bayerische Denkmalliste, die auf Basis des bayerischen Denkmalschutzgesetzes vom 1. Oktober 1973 erstmals erstellt wurde und seither durch das Bayerische Landesamt für Denkmalpflege geführt und aktualisiert wird. Die folgenden Angaben ersetzen nicht die rechtsverbindliche Auskunft der Denkmalschutzbehörde.

## Baudenkmäler
| Lage                                                   | Objekt                | Beschreibung                                                                                        | Akten-Nr.    | Bild                  |
| ------------------------------------------------------ | --------------------- | --------------------------------------------------------------------------------------------------- | ------------ | --------------------- |
| Am Banngraben (nahe der Straubinger Straße) (Standort) | IX. Burgfriedenssäule | mit Tonwappen von 1766 (Im offiziellen Flyer der Stadt Landshut: Standort 17; Burgfriedenssäule IX) | D-2-61-000-7 | IX. Burgfriedenssäule |